# Carnegiella strigata
Carnegiella strigata es una especie de peces de la familia Gasteropelecidae en el orden de los Characiformes.

## Morfología
Esta es la cualidad más llamativa de este pez. La zona dorsal es completamente plana, mientras que la zona abdominal presenta una curva muy marcada al principio, para después ir subiendo más suavemente hacia la caudal. Presenta una aletas pectorales extremadamente largas, gracias a las cuales puede saltar fuera del agua y realizar pequeños planeos de varios metros de longitud.
Los machos pueden llegar alcanzar los 3,5 cm de longitud total.
Esta especie puede presentar dos coloraciones fundamentales, una sobre fondo plateado y otra sobre fondo ocre-marrón. En ambos casos está presente una línea oscura que va desde cerca del ojo, hasta la base de la aleta caudal. Hacia esta línea, parte desde el abdomen unas bandas transversales, más o menos largas y gruesas, de color marrón oscuro- negro.

## Alimentación
Come crustáceos e insectos.

## Hábitat
Es un pez de agua dulce y de clima tropical (24 °C-28 °C).

## Distribución geográfica
Se encuentran en Sudamérica:  cuenca del río Amazonas y río Caquetá (Colombia).